# 佩琴加河

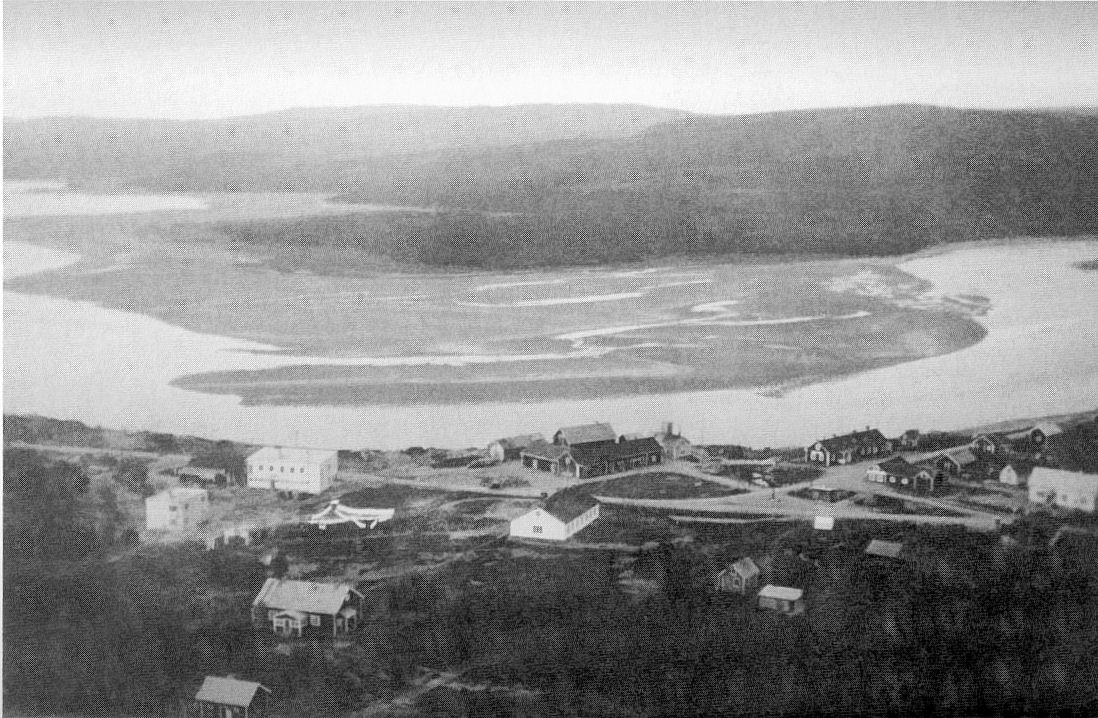

佩琴加河是俄羅斯的河流，由摩爾曼斯克州負責管轄，河道全長110公里，流域面積1,680平方公里，河水主要來自融雪，最終注入巴倫支海的佩琴加灣。